# Liste der bairischen Vornamen
Viele Vornamen haben im Bairisch-Österreichischen eine spezifische Kurzform. Vor allem in den ländlichen Regionen werden diese Kurzformen in der gesprochenen Sprache bis heute häufig verwendet. In Dokumenten dagegen findet sich in aller Regel die standarddeutsche Form.
Zum Teil wurden und werden auch heute noch wegen der lokalen Häufung bestimmter Vornamen verschiedene bairische Versionen parallel genutzt, z. B. Sepp/Seppe/Seppl/Sepperl/Bepp für Joseph, Mich/Miche/Michl/Micherl für Michael, wobei dann in der Regel die Verkleinerungsform für den Sohn oder Jüngeren bis ins hohe Alter gebräuchlich ist.
Die Verkleinerungsform hängt in der Regel ein -e (ausgesprochen als [e]), -l oder -erl, in Südost-Oberbayern auch -ei an. Mitunter wird das -e auch als -i gesprochen. In der nachfolgenden Übersicht werden die Formen mit -e und -i aufgeführt.

## Männliche Vornamen
| Bairische Kurzform                                                | Vorname                                                                                   |
| ----------------------------------------------------------------- | ----------------------------------------------------------------------------------------- |
| Ade/i                                                             | Adalbert, Adrian, Adolf                                                                   |
| Fonse, Fons                                                       | Alfons                                                                                    |
| Ali, Alies, Alise/i                                               | Alois                                                                                     |
| Anderl, Ande/i, Anda, Rejs                                        | Andreas                                                                                   |
| Bäda                                                              | Peter                                                                                     |
| Baldi                                                             | Balthasar                                                                                 |
| Bare                                                              | Rupert                                                                                    |
| Barthl                                                            | Bartholomäus                                                                              |
| Baste/i, Bastian, Bast(l), Wast(l), Wàsch(l)                      | Sebastian                                                                                 |
| Bene, Benni                                                       | Benedikt, Benno, Benjamin                                                                 |
| Sepp, Bepperl, Beppe/i, Beppo                                     | Joseph, Josef                                                                             |
| Hartl, Bernd                                                      | Bernhard                                                                                  |
| Bert, Bertl, Berti                                                | Adalbert, Albert, Berthold, Engelbert, Herbert, Hubert, Norbert, Robert, Rupert, Suitbert |
| Bini                                                              | Korbinian                                                                                 |
| Blase                                                             | Blasius                                                                                   |
| Chris                                                             | Christian, Christoph                                                                      |
| Dama, Damal, Douma, Dorty                                         | Thomas                                                                                    |
| Do(i)lfal, Do(i)lferl                                             | Adolf, Adi                                                                                |
| Tone, Toni, Tont, Tonal, Tonerl, Donerl, Dane, Dannerl, Done      | Anton                                                                                     |
| Donisl                                                            | Dionysius                                                                                 |
| Edi, Ederl                                                        | Eduard, Edmund                                                                            |
| Fazi                                                              | Bonifaz, Bonifatius                                                                       |
| Ferdl, Fend                                                       | Ferdinand                                                                                 |
| Festl, Fesl                                                       | Silvester                                                                                 |
| Fidl                                                              | Fidelius                                                                                  |
| Fips                                                              | Philip(p)                                                                                 |
| Flore/i, Flo                                                      | Florian                                                                                   |
| Fonse/i, Fone                                                     | Alfons                                                                                    |
| Franze/i, Franzl                                                  | Franz                                                                                     |
| Fred, Fredl                                                       | Alfred                                                                                    |
| Fridl                                                             | Fridolin                                                                                  |
| Fritz, Friedl                                                     | Friedrich                                                                                 |
| Girgl, Girgei, Irgei, Schorsch, Schos                             | Georg                                                                                     |
| Goge, Goga, Godei, Gottl                                          | Gottfried                                                                                 |
| Gore                                                              | Gregor                                                                                    |
| Grisch/e                                                          | Christian, Christoph                                                                      |
| Gustel, Gustl, Guste                                              | August, Gustav                                                                            |
| Hans, Hanse/i, Hansl, Hansei, Hanni, Haane, Hannas                | Johann, Johannes, Hannes                                                                  |
| Hartl, Harte                                                      | Leonhard, Hartmut, Bernhard                                                               |
| Hausl, Baldi                                                      | Balthasar                                                                                 |
| Heini                                                             | Heinrich                                                                                  |
| Hias, Hiasl                                                       | Matthias, Mathias, Matthäus                                                               |
| Ise/i                                                             | Isidor                                                                                    |
| Jacherl, Jaherl                                                   | Joachim                                                                                   |
| Jackl, Jock, Jocke, Jockei                                        | Jakob                                                                                     |
| Kare, Karle/i                                                     | Karl                                                                                      |
| Kaschba, Koschba                                                  | Kaspar                                                                                    |
| Kone/i, Kon                                                       | Konrad                                                                                    |
| Korbe/i, Korwe, Kurwe                                             | Korbinian                                                                                 |
| Laure                                                             | Laurentius                                                                                |
| Lenz, Lenzei, Lenze                                               | Lorenz, Laurentius                                                                        |
| Leo, Poldi                                                        | Leopold, Leonhard                                                                         |
| Lois, Loisl, Loise/i, Loisei, Luis, Luisl, Luisele                | Alois                                                                                     |
| Lugg, Lugge/i, Wickerl, Luggi, Lu                                 | Ludwig                                                                                    |
| Lucki                                                             | Lukas                                                                                     |
| Momo, Mo, Mitzi,                                                  | Moritz                                                                                    |
| Maiche/i                                                          | Melchior                                                                                  |
| Mane/i                                                            | Manfred                                                                                   |
| Marine/i, Nussi, Mareale                                          | Marinus                                                                                   |
| Martl, Mascht, Maddl, Maschdei, Marte, Mortl, Mäat, Märt, Mart    | Martin                                                                                    |
| Max                                                               | Markus                                                                                    |
| Max, Maxe/i, Maxl                                                 | Maximilian                                                                                |
| Mertl                                                             | Mamertus                                                                                  |
| Mich(l), Miche/i, Müche/l, Mihe, Mühe, Michei                     | Michael                                                                                   |
| Muck                                                              | Remigius (?), Nepomuk                                                                     |
| Naze/i, Naaz, Nadsl                                               | Ignaz                                                                                     |
| Polde/i, Poidl                                                    | Leopold                                                                                   |
| Quire/i, Quirl                                                    | Quirin                                                                                    |
| Reine                                                             | Reinhold, Reinhard                                                                        |
| Remme/i                                                           | Remigius                                                                                  |
| Rude/i, Rudl, Rul                                                 | Rudolf                                                                                    |
| Rups                                                              | Rupert                                                                                    |
| Schoasch, Schorsch(l), Schore, Schosch, Schoos, Schosl, Schurl(i) | Georg                                                                                     |
| Sepp, Seppe/i, Seppl, Sepperl, Seppei                             | Joseph                                                                                    |
| Siege/i, Sig(g)i                                                  | Siegfried                                                                                 |
| Simmal                                                            | Simon                                                                                     |
| Stachus                                                           | Eustachius                                                                                |
| Steff(l), Steffe/i, Stefferl                                      | Stefan, Stephan                                                                           |
| Stoffe, Stoffl, Stofferl                                          | Christoph                                                                                 |
| Vale                                                              | Valentin                                                                                  |
| Veitl, Veit                                                       | Vitus                                                                                     |
| Vere/i, Verl                                                      | (Franz) Xaver                                                                             |
| Viez, Vinz                                                        | Vinzenz                                                                                   |
| Voitl                                                             | Valentin                                                                                  |
| Wast, Waste/i, Wastl, Wàsch                                       | Sebastian                                                                                 |
| Wick, Wigg(l), Wigge/i, Wiggerl, Wack                             | Ludwig                                                                                    |
| Woife/i, Woiferl, Wolle                                           | Wolfgang, Wolfram                                                                         |
| Xande/i                                                           | Alexander                                                                                 |
| Xare, Xav(i), Xaverl, Xide, Fere                                  | (Franz) Xaver                                                                             |
| Vinz, Zenz                                                        | Vinzenz, Innozenz                                                                         |

## Weibliche Vornamen
| Bayrische Kurzform                              | Vorname                                                |
| ----------------------------------------------- | ------------------------------------------------------ |
| Agda                                            | Agathe                                                 |
| Annamirl, Amrei                                 | Annemarie                                              |
| Anne/i, Annerl, Na(n)dl                         | Anna                                                   |
| Äv, Äva(r)l, Äve                                | Eva / Eve                                              |
| Babett, Betty                                   | Babette                                                |
| Bäbe                                            | Bernadette                                             |
| Bärbe, Bärbl, Babs, Babse/i, Bawett             | Barbara                                                |
| Bea                                             | Beate                                                  |
| Betti                                           | Babette, Bettina, (selten für:) Elisabeth              |
| Bine                                            | Sabine                                                 |
| Burga, Burgl, Burgi, Walli                      | Burgunde, Notburga, Walburga                           |
| Cille, Cilli                                    | Cäcilia, Cäcilie                                       |
| Chrisse/i, Christl                              | Christina, Christine                                   |
| Tonia, Toni, Done, Donal, Donerl, Dane, Dannerl | Antonia                                                |
| Dorle/i, Doro, Dodo, Dora                       | Dorothea                                               |
| Elies, Elly, Lis(e)l                            | Elisabeth                                              |
| Evi, Everl                                      | Eva                                                    |
| Fanny, Fannerl, Fane/i                          | Franziska                                              |
| Fin(n)é/i                                       | Josephine                                              |
| Franze/i, Franzl                                | Franziska                                              |
| Gadi                                            | Gerda                                                  |
| Gerti                                           | Gertrud, Gertraud                                      |
| Gigi, Gitti                                     | Brigitte                                               |
| Gina, Gine                                      | Regina, Regine                                         |
| Gitte/i                                         | Brigitte, Birgit                                       |
| Greti, Gretl                                    | Margaret, Margarete                                    |
| Gundel, Gunde/i                                 | Burgunde, Kunigunde                                    |
| Gusta, Gusti                                    | Augusta                                                |
| Hannerl, Hanne/i, Hanny                         | Johanna, Hannelore                                     |
| Hilde, Hille/i                                  | Hildegard, Klothilde, Mathilde                         |
| Ina                                             | Katharina, Christina, Bettina                          |
| Irmi                                            | Irmgard                                                |
| Kate/i, Katl, Katerl, Katei                     | Katrin                                                 |
| Kathe/i, Käthe, Kathl, Kathei, Kettl            | Katharina                                              |
| Kune/i                                          | Kunigunde                                              |
| Lana, Lene/i, Lenerl, Lena                      | Magdalena, Marlene                                     |
| Lea                                             | Liese/i, Liesl, Lisbeth, Liesei, Lisa, Lisi, Lißl, Liß |
| Lini/e, Karo, Caro, Lina, Linal                 | Carolin/-e, Karolin/-e, Carolina, Karolina             |
| Loni/e                                          | Apollonia                                              |
| Lorle, Lore/i                                   | Hannelore                                              |
| Lotti                                           | Lieselotte                                             |
| Magda                                           | Magdalena                                              |
| Mare/i, Marei, Mirl, Mall, Moidl                | Maria, Marie                                           |
| Marille, Maral                                  | Marta                                                  |
| Matte/i                                         | Mathilde                                               |
| Mena, Meni                                      | Philomena                                              |
| Maximiliane, Miliane, Maxe, Maxi, Max           | Minni, Mini                                            |
| Mirl                                            | Mitzi                                                  |
| Maria                                           | Marianne                                               |
| Noah                                            | Nane/i, Nannerl                                        |
| Otte/i, Oddil, Óttili                           | Ottilie                                                |
| Rese/i, Resl, Reserl, Rès                       | Theresa, Therese, Theresia                             |
| Rose/i/a, Roserl                                | Roswitha, Rosmarie, Rosina, Rosalie                    |
| Sawener                                         | Sabine                                                 |
| Schäs                                           | Scholastika                                            |
| Schosche/i                                      | Georgine                                               |
| Sefferl                                         | Josefine, Josephine, Josefa                            |
| Siege/i, Sig(g)i                                | Sieglinde                                              |
| Sisse/i, Lies(e)l                               | Elisabeth                                              |
| Sopherl/Sofferl, Sophe/Sofe                     | Sophie/Sofie, Sophia/Sofia                             |
| Stase/i heute ungebräuchlich                    | Anastasia                                              |
| Steff(l), Steffe/i, Stefferl                    | Stefanie                                               |
| Suse/i, Sane, Sannerl, Susn                     | Susanne                                                |
| Thea                                            | Dorothea                                               |
| Tina, Tinerl                                    | Martina, (seltener:) Christina, Bettina                |
| Tona, Tone, Tonerl                              | Antonia                                                |
| Theres ['--], Thesi                             | Theresa, Therese, Theresia                             |
| Traude/i, Traudl                                | Edeltraud, Waltraud, Gertraud                          |
| Usche/i, Ursina, Ursch, Urschl, Ursl/i          | Ursula                                                 |
| Vev(-erl/-i)                                    | Genoveva                                               |
| Vick(i)                                         | Victoria                                               |
| Vreni, Vrenal                                   | Verena                                                 |
| Vrone/i, Vronerl                                | Veronika                                               |
| Walla                                           | Waltraud                                               |
| Walle, Wally                                    | Walburga                                               |
| Wam                                             | Barbara                                                |
| Zenz, Zenzl, Zenze/i, Zenta, Senta              | Kreszentia                                             |
| Ziska, Zisse/i                                  | Franziska                                              |
| Letti, Lulu, Letty, Dizi, Tizi                  | Letizia                                                |